# Bộ Óc chó
Bộ Óc chó (danh pháp khoa học: Juglandales) là tên gọi cho một bộ trong thực vật có hoa. Bộ này được công nhận trong một vài hệ thống phân loại (chẳng hạn hệ thống Engler và hệ thống Wettstein). Hệ thống Cronquist năm 1981 đặt bộ này trong phân lớp Kim lũ mai (Hamamelidae), bao gồm hai họ là Juglandaceae và Rhoipteleaceae, với họ thứ hai chỉ chứa 1 loài duy nhất là đuôi ngựa (Rhoiptelea chiliantha).
Trong hệ thống APG II năm 2003 hai họ này được hợp nhất lại trong họ Juglandaceae (với việc chia thành hai họ là một tùy chọn) và họ Óc chó hợp nhất này được đặt trong bộ Dẻ (Fagales). 

## Hình ảnh

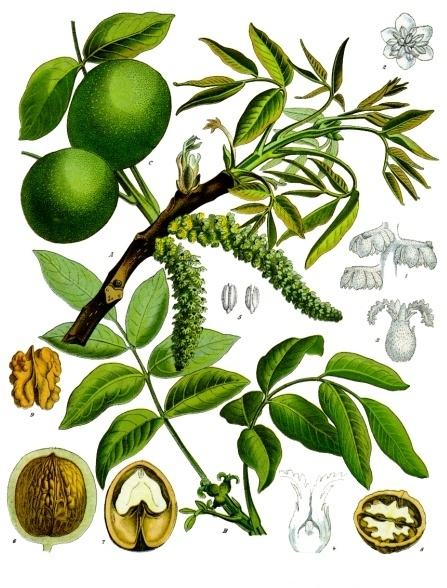
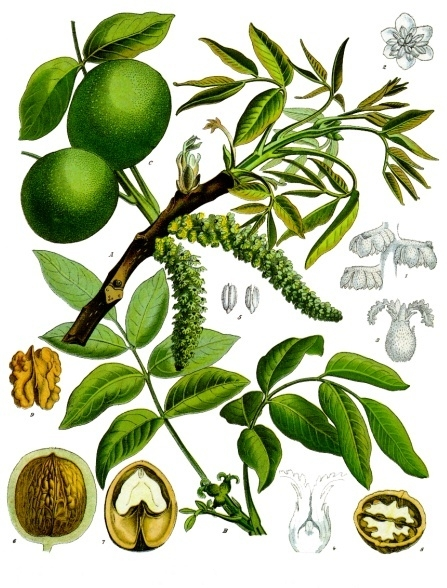
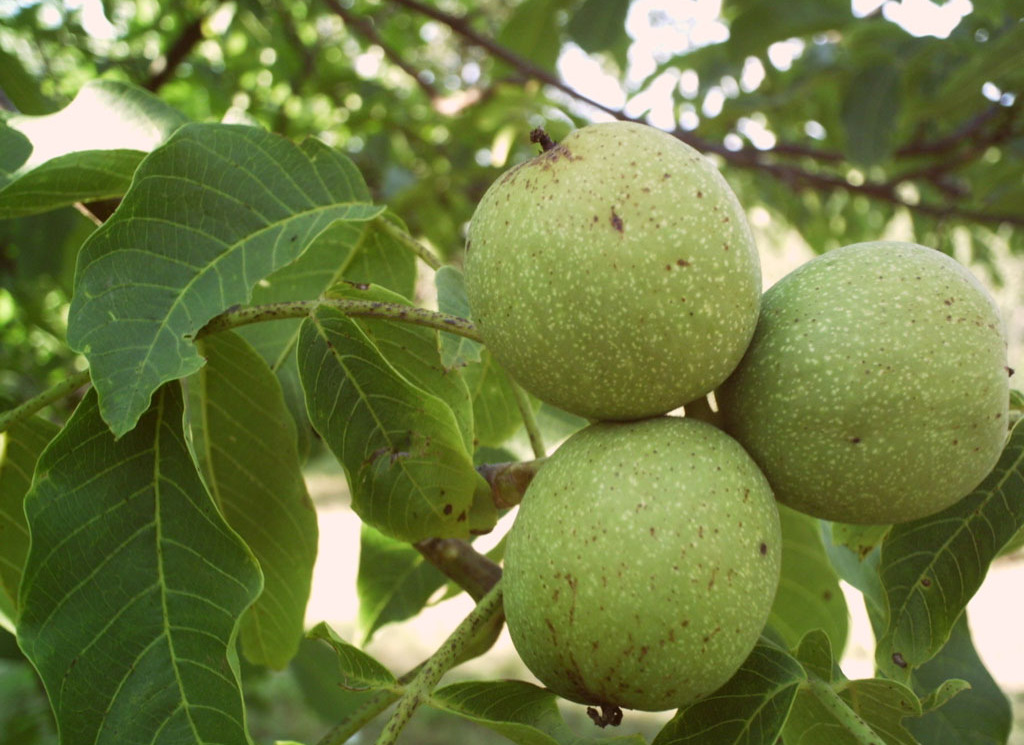